# Alcobendas
Alcobendas és un municipi de la Comunitat Autònoma de Madrid. Situat a 13 km al nord de la capital, limita amb els municipis de San Sebastián de los Reyes al nord; a l'oest i al sud, amb el de Madrid; i a l'est, amb el de Paracuellos de Jarama. És la ciutat natal de l'actriu espanyola Penélope Cruz.